# Running Y Ranch
Running Y Ranch es un lugar designado por el censo ubicado en el condado de Klamath en el estado estadounidense de Oregón. En el Censo de 2020 tenía una población de 858 habitantes y una densidad poblacional de 61,82 habitantes por km². Fue incluido como CDP en el censo de 2020.

## Geografía
Running Y Ranch se encuentra ubicado en las coordenadas 42°32′16″N 121°55′20″O / 42.53778, -121.92222.Según la Oficina del Censo de los Estados Unidos,  tiene una superficie total de 13,88 km², de la cual 12,30 km² corresponden a tierra firme y 1,58 km² a agua.